# Feocromocitom
Feocromocitomul reprezintă o tumoare endocrină a medulosuprarenalei (celulele cromafine), fiind caracterizat prin secreția masivă de catecolamine (în special noradrenalină). Feocromocitomul primar extrasuprarenalian (ganglioni simpatici din sistemul nervos vegetativ) este cunoscut ca paragangliom (aproximativ 10%-15% din cazuri de feocromocitom). Numai 10% din tumorile medulosuprarenaliene sunt maligne. 
Aproximativ 25% din cazurile de feocromocitom sunt ereditare (feocromocitom familiar). Acesta se poate asocia cu neurofibromatoză, carcinom medular tiroidian, tumori pancreatice etc. 

## Caracteristici generale
- Crize de cefalee, transpirații, palpitații;
- Hipertensiune arterială;
- Anxietate, tremurături, pierdere ponderală;
- Tahicardie, uneori crize anginoase;
- Metabolism bazal crescut, uneori hiperglicemie;
- Crize caracterizate de greață, dispnee, tulburări vizuale.

## Diagnostic

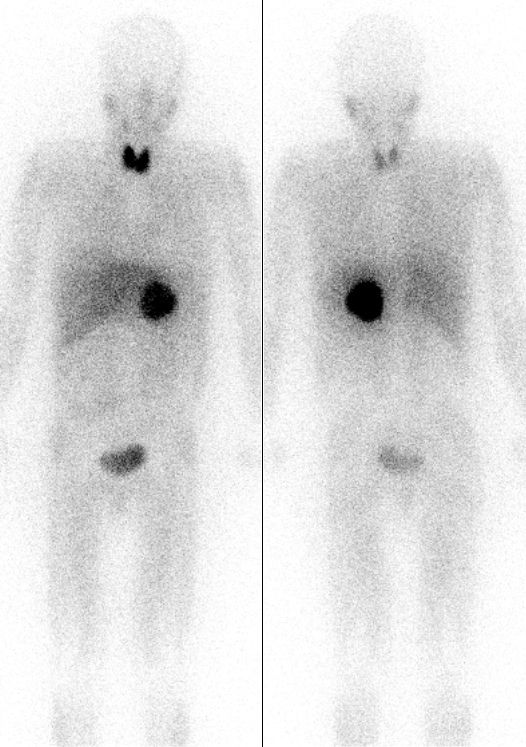
Feocromocitom (umbra circulară neagră din centrul corpului) localizată prin scintigrafie MIBG. Vederile anterioară și posterioară arată acumulări de iod radioactiv în tiroidă (în zona gâtului) și vezica urinară (pelvis)

- Determinarea catecolaminelor, metanefrinelor, acidului vanilmandelic și creatininei urinare;
- Determinări directe ale adrenalinei și noradrenalinei în sânge și urină;
- Tomografie.

## Tratament
Rezecția tumorii prin laparotomie sau laparoscopie, cu administrarea prealabilă a unui blocant alfa-adrenergic. 